# Canyon Day
Canyon Day (apatxe occidental Yangongai) és una concentració de població designada pel cens dels Estats Units a l'estat d'Arizona. Segons el cens del 2000 tenia 1.092 habitants.

## Demografia
Segons el cens del 2000, Canyon Day tenia 1.092 habitants, 271 habitatges, i 227 famílies La densitat de població era de 110,1 habitants/km².
Dels 271 habitatges en un 51,7% hi vivien nens de menys de 18 anys, en un 46,1% hi vivien parelles casades, en un 31,7% dones solteres, i en un 16,2% no eren unitats familiars. En el 15,5% dels habitatges hi vivien persones soles el 2,2% de les quals corresponia a persones de 65 anys o més que vivien soles. El nombre mitjà de persones vivint en cada habitatge era de 4,03 i el nombre mitjà de persones que vivien en cada família era de 4,42.
Per edats la població es repartia de la següent manera: un 43,6% tenia menys de 18 anys, un 9,2% entre 18 i 24, un 26,1% entre 25 i 44, un 17% de 45 a 60 i un 4% 65 anys o més.
L'edat mediana era de 23 anys. Per cada 100 dones de 18 o més anys hi havia 84,4 homes.
La renda mediana per habitatge era de 20.987 $ i la renda mediana per família de 22.633 $. Els homes tenien una renda mediana de 25.469 $ mentre que les dones 17.813 $. La renda per capita de la població era de 6.940 $. Aproximadament el 32,2% de les famílies i el 40% de la població estaven per davall del llindar de pobresa.

## Poblacions més properes
El següent diagrama mostra les poblacions més properes.